# Zjevení Orfea
Zjevení Orfea (v originále Orpheus Emerged) je román amerického spisovatele Jacka Kerouaca. Kerouac knihu napsal v roce 1945 v době studií na Columbia University, avšak objevena byla až roku 2002 v jeho pozůstalosti. Jack román napsal nedlouho poté, co se seznámil s Allenem Ginsbergem, W. S. Burrougsem a dalšími postavami, kteří jsou považováni za vůdčí osobnosti tzv. beatnické generace.